# 1441
Năm 1441 là một năm trong lịch Julius.

## Sự kiện
Chiến tranh Ayutthaya - Lan Na (1441 - 1474)

## Sinh
- 11 tháng 11 – Carlotta của Savoia, Vương hậu nước Pháp

- 17 Tháng 3: Lương Thế Vinh- nhà toán học thời Lê